# 2e régiment d'artillerie coloniale
Pour les articles homonymes, voir 2e régiment.
Le 2e régiment d'artillerie coloniale, puis 2e régiment d'artillerie de marine était une unité de l'armée de terre française, de l'artillerie de marine.

## Création et différentes dénominations
- Le 14 juin 1792, une unité d'artillerie de marine, composée de 2 bataillons est en garnison à Toulon. il s'agit du futur 2e régiment d'artillerie de marine.
- En 1813, ces 2 bataillons d'artillerie de marine appartiennent au 6e corps d'armée du maréchal Marmont.
- En 1815, ils sont dissous.
- Le 21 février 1816 est recréé le Corps royal de l'artillerie de marine.
- En 1822, ces deux bataillons prennent le nom de régiment d'artillerie de marine, il comprend 24 compagnies.
- En 1893, le régiment prend le nom 2e RAMa. Le 8 juillet il est en garnison avec 9 batteries à Brest et à Cherbourg, puis toujours avec 9 batteries dans les colonies.
- Le 1er janvier 1900 il prend le nom de 2e régiment d'artillerie coloniale. Il participe à la Première Guerre mondiale.
- Fin 1918 il est dissous, le personnel puis son matériel vont constituer le 22e RAC.
- Recréé en 1919 à Brest et Cherbourg, il est transféré à Bordeaux et à Libourne.
- Dissous en 1923.
- Recréé en 1929, il prend garnison à Nîmes,Toulon, et Bastia. En 1939 il est stationné à Nîmes, il se dédouble avec le 202e régiment d'artillerie coloniale.
- Dissous en 1940.
- En février 1943, il est reconstitué en Égypte dans la banlieue du Caire.
- Dissous le 1er janvier 1944 pour former le 4e groupe du 1er Régiment d'artillerie des Forces françaises libres (RAFFL)
- En décembre 1944, il reprend le nom de 2e Régiment d'artillerie coloniale. Sa garnison est à Nimes, mais il est transféré à Castres pour devenir un régiment d'instruction avec une implantation outre-mer comme à Bordj Bou Arreridj
- Le 1er décembre 1959, il reprend le nom de 2e RAMa.
- Dissous le 31 octobre 1962.
- Recréé en 1967 sous forme de régiment de réserve. Il est constitué de réservistes du 1er régiment d'artillerie de marine.
- Il est dérivé par le 16e régiment d'artillerie, dépôt au CM 29 de Provins puis à Melun. Puis CM 11 de Boissise-la-Bertrand le 16e RA sera dissous.
- En 1986, sous le nom de 2e RAMa, il retrouve le 1er RAMa de Montlhéry. Il sera affecté à la 9e DIMa, il renforce le 11e RAMa.
- Dissous le 15 janvier 1994.

## Chefs de corps
Le 2e R.A.Ma.
- 1792 : Colonel Pierre François Lhermitte d'Aubigny (*)
- 1803 : Colonel Jean-François Lepaige (*)
- 1814 : Colonel Augustin Pons
- 1914: Colonel Guichard-Montguers [1]
- 1929-1932 : Colonel Pierre-François Simon
- 1934-1936 : Colonel Joseph-Edouard-Henri-Marie-André Bourély
- 0000 -1968 : Lieutenant-colonel Abadie Édouard.
- 1968-1972 : Lieutenant-colonel Van den Bogaert Georges.
- 1972-1977 : Lieutenant-colonel Claudon Jacques.
- 1977-1981 : Lieutenant-colonel Jacquemet Lucien.
- 1981-1986 : Lieutenant-colonel Vincent Jean.
- 1986-1990 : Lieutenant-colonel Chevillot Philippe.
- 1990-1994 : Lieutenant-colonel Fraisse Daniel.

## Historique des garnisons, campagnes et batailles du2eRAC

### Jusqu'à la Première Guerre mondiale
En 1870, lors de la guerre Franco-prusienne, il fait partie de la Division Bleue. Il reçoit l'ordre de protéger la retraite du 5e corps. Sa brigade soutient une lutte acharnée contre les bavarois à Bazeilles les 31 août et 1er septembre 1870.
Le 7 juillet 1900, l'Artillerie de Marine est rattachée à l'Armée de Terre et prend le nom de « Coloniale », ce qui est fait pour le 2e régiment d'artillerie coloniale le 1er janvier 1901, il est en garnison à Cherbourg, Le Havre, Brest, Lorient puis au Maroc.

### La Première Guerre mondiale
Il y participe au sein du 1er corps d'armée coloniale. Avec son frère d'arme le 1er RAC, le régiment est engagé dans les batailles de Rossignol, de Champagne, sur la Somme puis encore en Champagne, dans l'Aisne puis dans les Vosges. Le 2e RAC est anéanti le 22 août 1914. Il sera titulaire de deux citations à l'ordre de l'armée. Il est finalement dissous à la fin de la Première Guerre mondiale.
Le 10e groupe du 2e RAC combat indépendamment de son unité mère. Il est formé de deux batteries de six canons de 95 mm et rejoint l'artillerie divisionnaire de la 73e DI (AD/73). Ensuite, ce groupe est rattaché à la 76e DI (AD/76) du 30 avril 1915 au 20 décembre 1916. Le groupe est ensuite réorganisé avec trois batteries de quatre canons de 75 et est rattaché à l'artillerie de la 70e DI (AD/70). Il rejoint en avril 1917 l'artillerie du 21e corps d'armée, qui prend le nom de 212e régiment d'artillerie de campagne.

### L'entre-deux-guerres
Il est recréé en 1919, et mis en garnison à Brest et à Cherbourg. Il sera ensuite transféré à Bordeaux puis à Libourne. Il est rapidement dissout lors de la réorganisation des unités d'artillerie décidée en 1923 et devient le 58e régiment d'artillerie coloniale le 1er janvier 1924.
Reformé en 1929 à partir du 38e régiment d'artillerie coloniale, il sera stationné à Nîmes, Toulon, Bastia. À la mobilisation de 1939, le régiment est dédoublé pour former le 202e RAC.

### La Seconde Guerre mondiale
En 1939, il se battra aux avant-postes avec son frère d'arme le 202e RAC dans le Gâtinais et sur la Loire. Il sera ensuite dissous à l'armistice. Reconstitué en février 1943 en Égypte au camp de Mena avec des éléments du régiment d'artillerie coloniale de la Côte française des Somalis, il devient le 1er janvier 1944 le 4e groupe du 1er RAFFL. Quelques mois plus tard, il sera reconstitué une fois de plus à Nîmes en décembre de la même année, en tant que 2e régiment d'artillerie coloniale, et sera rapidement transféré à Castres comme régiment d'instruction.

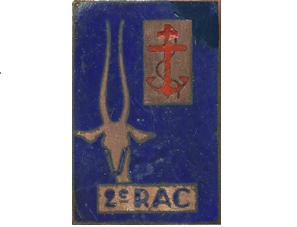
Insigne régimentaire du 2e régiment d’artillerie coloniale au Caire en 1943. Ancre rouge de l'artillerie coloniale, tête de bubale évoquant l'origine des personnels provenant pour la plupart de la Côte française des Somalis.

### L'après Seconde Guerre mondiale
Le 1er décembre 1959, il prend le nom de 2e régiment d'artillerie de marine. Il est dissous le 31 octobre 1962, avant d'être recréé en 1967 sous forme de régiment de réserve. Il sera dérivé par le 16e R.A. Il retrouve son nom en 1986, et est alors affecté à la 9e. Il sera dissous le 15 janvier 1994.

## Étendard du régiment
Il porte, cousues en lettres d'or dans ses plis, les inscriptions suivantes,:
- Lutzen 1813
- Vera-Cruz 1838
- Sébastopol 1855
- Puebla 1863
- Sontay-Langson 1883-1884
- Champagne 1915
- Somme 1916
- L'Aisne 1917-1918
- AFN 1952-1962
- Son étendard est versé au service historique de l'Armée, après la dissolution du 2e R.A.Ma le 6 décembre 1962, cet étendard a été confié temporairement au 9e RCS à Dinan le 20 décembre 1978, puis à partir de février 1981 au 16e RA à Melun.
- Il sera ensuite de nouveau confié au régiment jusqu'au 15 janvier 1994, date à laquelle le 2e régiment d'artillerie de marine est dissous. Son étendard est alors remis au gouverneur militaire de Paris.

## Décorations
Sa cravate est décorée de la croix de guerre 1914-1918 avec deux citations à l'ordre de l'armée (deux palmes).
Il a le droit au port de la fourragère aux couleurs du ruban de la croix de guerre 1914-1918.

## Insigne du2erégimentd'artillerie de marine
Ancre et canons croisés de l'artillerie coloniale puis de marine, carte d'Afrique avec les possessions françaises en rouge, couronne de feuilles de chêne et de laurier évoquant la conduite héroïque du régiment en 1914-1918.

## Personnages célèbres ayant servi au2eRAC
- Augustin Pons (2e régiment d'artillerie de marine) en tant que major.
- Ernest Psichari.
- Louis Ribadeau-Dumas

## Sources et bibliographie
- Bref historique du 2e R.A.Ma.
- van den Bogaert, Georges. Historique du 2e Régiment d'Artillerie de Marine. 2001
- Jean-Marc Lanclume, Les Troupes de Marine : quatre siècles d'histoire, Lavauzelle, 2004.